# Dou Xian
Dou Xian (zm. 92) – chiński dowódca wojskowy z czasów dynastii Han.

## Życiorys
Był synem Dou Xuna i tym samym wnukiem Dou Ronga, jednego z najważniejszych stronników cesarza Guangwu, oraz bratem cesarzowej Zhangde, żony cesarza Zhanga. Dzięki protekcji siostry zrobił karierę na dworze, zostając dowódcą gwardii pałacowej, doradcą cesarza i ostatecznie głównodowodzącym armii. Po śmierci cesarza w 88 roku objął regencję w imieniu małoletniego następcy tronu.
W latach 88–89 przeprowadził skuteczną kampanię militarną przeciwko Xiongnu, docierając w okolice dzisiejszego Ułan Bator. W roku 91 wraz z Ban Chao zadał im kolejną klęskę. Na skutek tych wypraw Xiongnu przestali się liczyć w regionie jako siła militarna i niedługo potem zniknęli z areny dziejowej.
W roku 92 Dou został oskarżony przez nowego cesarza He o spisek celem przejęcia władzy i stracony. Był mecenasem historyka Ban Gu, którego również oskarżono o udział w spisku.